# Melisipaque II
Melisipaque II (Meli-Šipak; lit. "Servo de Sipaque") foi um rei cassita que reinou, na Babilônia, de 1 186 a.C. à 1 172 a.C. e sucedeu a seu pai Adadesumausur, de acordo com o cudurru.

## História

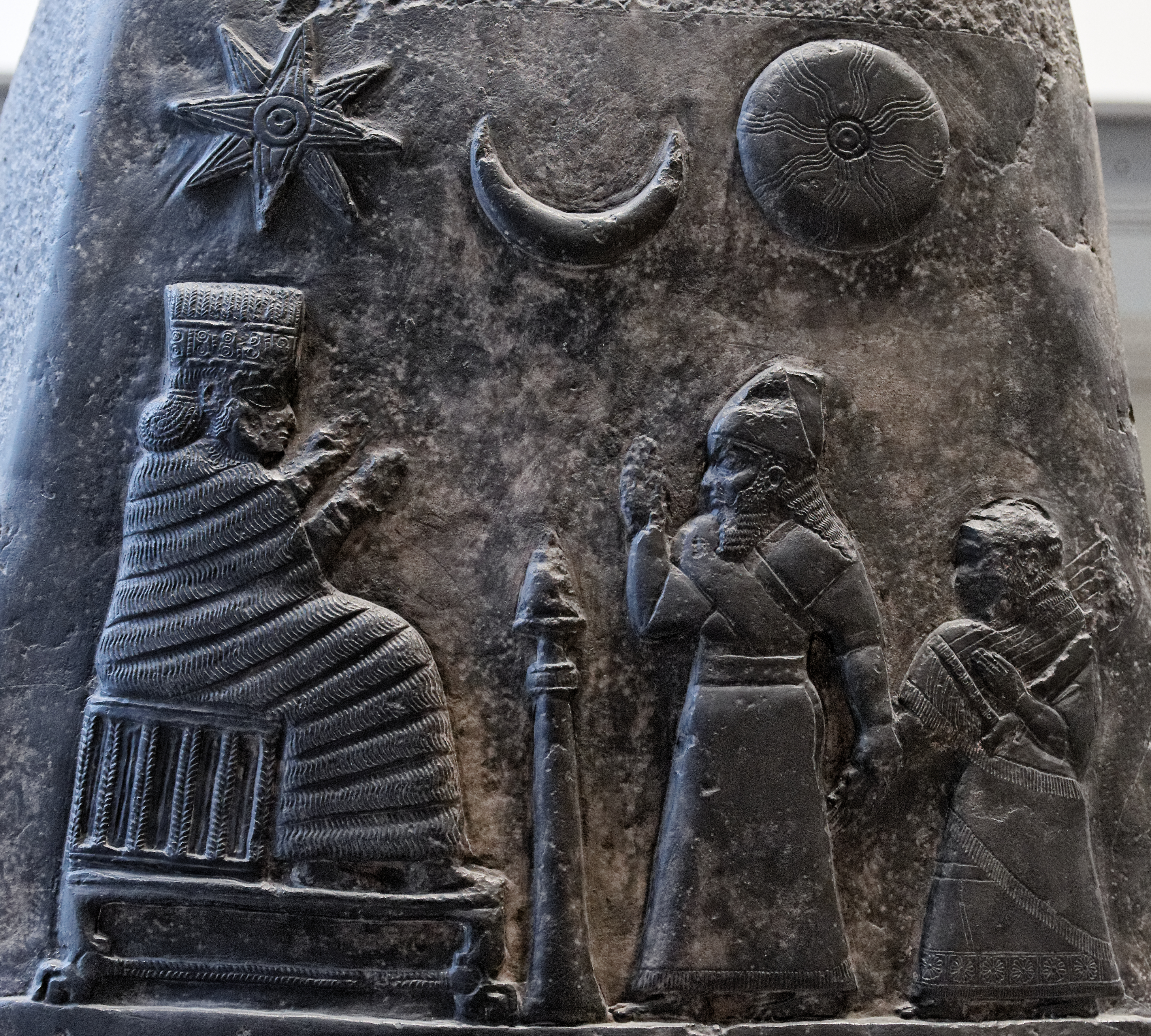
Estela representando Melisipaque II em seu trono, com uma concessão de terra de cudurru a Hunubate-Nanaia

O problema da sucessão babilônica, reivindicado pelos reis elamitas da dinastia igealquida, parecia ser superado pela ascensão ao poder de uma nova dinastia, a dinastia sutrúquida. Uma irmã de Melisipaque, casou-se com o rei elamita Sutruque-Nacunte (r. 1185–1155 a.C.). Mas neste reinado, ou no de seu filho Merodaque-Baladã I, Sutruque-Nacunte, que provavelmente foi quem escreveu uma carta a um rei da Babilônia não mencionado (mantido no Museu de Berlim) reivindicando a trono, liderou as primeiras expedições na Mesopotâmia. De acordo com as inscrições, sabe-se que o rei elamita saqueou a Acádia, a Babilônia e a Esnuna, no último dos quais ele carregava as estátuas de Manistusu. Ele também trouxe, para Susa, o Código de Hamurabi e a Estela de Narã-Sim da Acádia.
Melisipaque II, após a sua morte, foi sucedido por seu filho Merodaque-Baladã I.